# 懷特奧克鎮區 (北卡羅萊納州韋克縣)
懷特奧克鎮區（英語：White Oak Township）是位於美國北卡羅萊納州韋克縣的一個鎮區。

## 地方資料
懷特奧克鎮區的面積為137.10平方千米，皆為陸地。根據2020年美國人口普查的數據，當地共有人口113369人，而人口密度為每平方千米826.91人。